# Bronisławówka
Bronisławówka – obecnie nie istniejąca część wsi Płuhów (ukr. Плугів) w obwodzie lwowskim, w rejonie złoczowskim na Ukrainie. Do 1934 r. w II Rzeczypospolitej miejscowość była siedzibą gminy wiejskiej w powiecie złoczowskim województwa tarnopolskiego.

## Położenie
Na podstawie Słownika geograficznego Królestwa Polskiego i innych krajów słowiańskich Bronisławówka to: wieś w powiecie złoczowskim, położona 11 km na południowy-wschód od sądu powiatowego w Złoczowie.